# Filo di lana

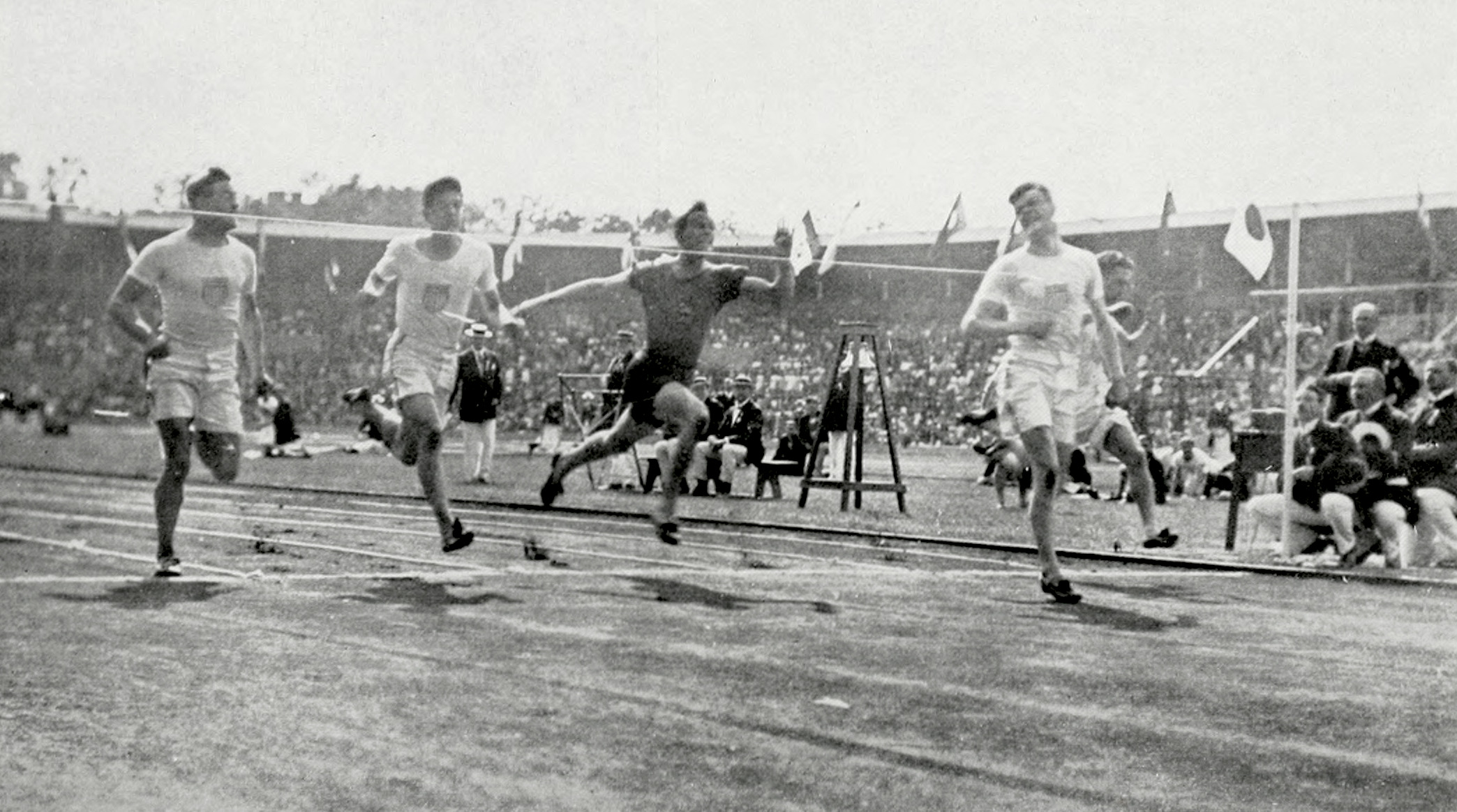
Stoccolma 1912: l'arrivo della gara dei 100 metri piani.

Nell'atletica leggera, il filo di lana era usato per stabilire il vincitore delle gare di corsa: un filo in lana veniva teso sulla linea d'arrivo (traguardo), a circa un metro d'altezza. Il primo atleta ad attraversare la linea tendeva, con il proprio corpo, il filo spezzandolo: osservando il punto in cui questo veniva spezzato, era possibile determinare il corridore vincente senza errori.
A partire dagli anni '30, tale metodo fu gradualmente sostituito dall'invenzione del fotofinish, un sistema con un'apparecchiatura fotografica che fornisce una visione più accurata e consente di determinare anche le altre posizioni, registrando sul cronometro il tempo esatto di ciascun concorrente. Il filo di lana continuò ad essere utilizzato fino agli anni '80  sia in gare minori, dove non vi era il fotofinish, sia nelle gare maggiori, ma come elemento puramente scenografico.
«Filo di lana» è, comunque, divenuta una locuzione atta ad indicare il conseguimento di un risultato all'ultimo momento oppure di una vittoria di stretta misura.